# Ilburnia nesogunnerae
Ilburnia nesogunnerae är en insektsart som först beskrevs av Frederick Arthur Godfrey Muir 1917.  Ilburnia nesogunnerae ingår i släktet Ilburnia och familjen sporrstritar. Inga underarter finns listade i Catalogue of Life.